# Pedicellina choanata
Pedicellina choanata är en bägardjursart som beskrevs av O'donoghue 1924. Pedicellina choanata ingår i släktet Pedicellina och familjen Pedicellinidae. Inga underarter finns listade i Catalogue of Life.